# Чернавино
Черна́вино — деревня в Староладожском сельском поселении Волховского района Ленинградской области.

## История
В жалованной грамоте 1555 года на месте современной деревни упоминается монастырь.
На карте Санкт-Петербургской губернии Ф. Ф. Шуберта 1834 года упоминается деревня Чернавина, состоящая из 24 крестьянских дворов.

ЧЕРНАВИНО — деревня принадлежит Казённому ведомству, число жителей по ревизии: 69 м. п., 50 ж. п.

Близ оной Васильевского погоста церковь каменная во имя святого Василия Великого. (1838 год)

На карте профессора С. С. Куторги 1852 года отмечена деревня Чернавина из 24 дворов.

ЧЕРНАВИНО — деревня Ведомства государственного имущества, по просёлочной дороге, число дворов — 30, число душ — 60 м. п. (1856 год)

ЧЕРНАВИНО — деревня казённая при реке Волхове, число дворов — 31, число жителей: 63 м. п., 71 ж. п.; Часовня православная. (1862 год)

В 1869—1871 годах в деревне по проекту архитекторов М. Н. Грудистова и А. В. Мусселиуса построена новая Васильевская церковь.
Согласно епархиальным сведениям 1899 года церковь Василия Великого (Васильевский погост) являлась центром православного прихода, в который входили 18 окрестных деревень.
В конце XIX — начале XX века деревня административно относилась к Михайловской волости 2-го стана Новоладожского уезда Санкт-Петербургской губернии.
С 1917 по 1919 год деревня входила в состав Чернавинского сельсовета Михайловской волости Новоладожского уезда.
С 1919 года в составе Октябрьской волости Волховского уезда.
Согласно данным переписи населения СССР 1926 года в деревне Чернавино проживали 233 человека — все русские.
С 1927 года в составе Волховского района.
В 1928 году население деревни также составляло 233 человека.
По данным 1933 года деревня Чернавино входила в состав Чернавинского сельсовета Волховского района, в который входили 8 населённых пунктов, деревни: Захолемье, Лопино, Обухово, Рокольское, Сельцо Ефремовское, Тросье, Турковщина, Чернавино, общей численностью населения 580 человек. Административным центром сельсовета была деревня Сельцо Ефремовское.
По данным 1936 года в состав Чернавинского сельсовета входили 5 населённых пунктов, 15 хозяйств и 4 колхоза. Административным центром сельсовета была деревня 'Чернавино.

Деревня Чернавино на карте 1940 года

Согласно карте РККА 1940 года деревня насчитывала 50 дворов.
С 1954 года в составе Староладожского сельсовета.
В 1958 году население деревни составляло 113 человек.
По данным 1966, 1973 и 1990 годов деревня Чернавино также входила в состав Староладожского сельсовета.
В 1997 году в деревне Чернавино Староладожской волости проживали 96 человек, в 2002 году — 85 человек (русские — 97 %).
В 2007 году в деревне Чернавино Староладожского СП — 68.

## География
Деревня находится в западной части района на автодороге 41К-059 (Волхов — Бабино — Иссад), к юго-востоку от центра поселения, села Старая Ладога.
Расстояние до административного центра поселения — 25 км. Ближайший населённый пункт — деревня Лопино.
Расстояние до ближайшей железнодорожной станции Волховстрой I — 12 км.
Деревня находится на правом берегу реки Волхов и левом берегу реки Любша.

## Демография
| 1862 | 2007 | 2010 | 2017 |
| ---- | ---- | ---- | ---- |
| 134  | ↘68  | ↗97  | ↘72  |

### Национальный состав
Согласно данным Всероссийской переписи населения 2021 года в деревне проживали 90 человек, из них:
 русские — 80, таджики — 5, азербайджанцы — 3, белорусы — 1, украинцы — 1 человек.

## Фото

Церковь Василия, архиепископа Кесарийского. 2018 год
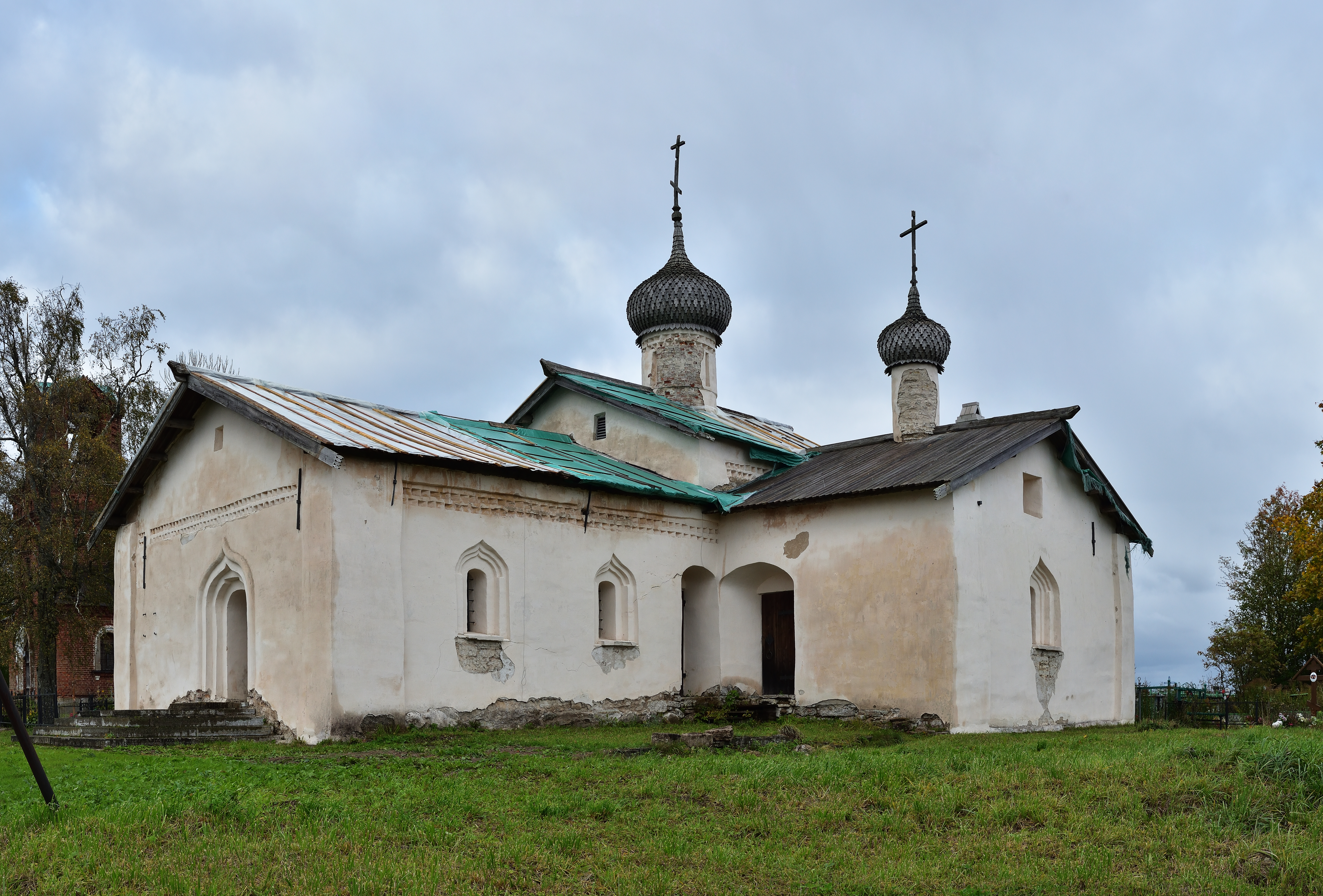
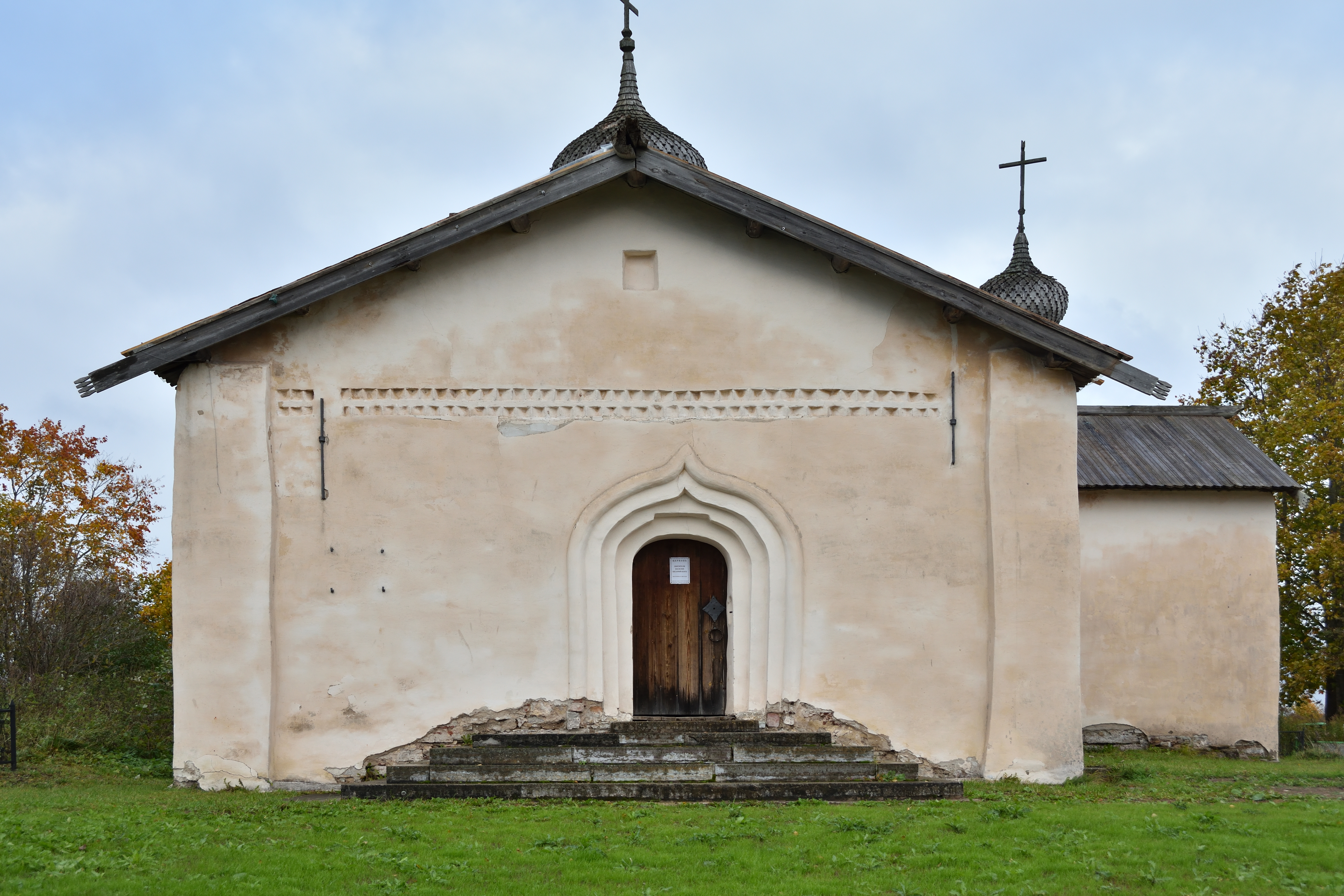
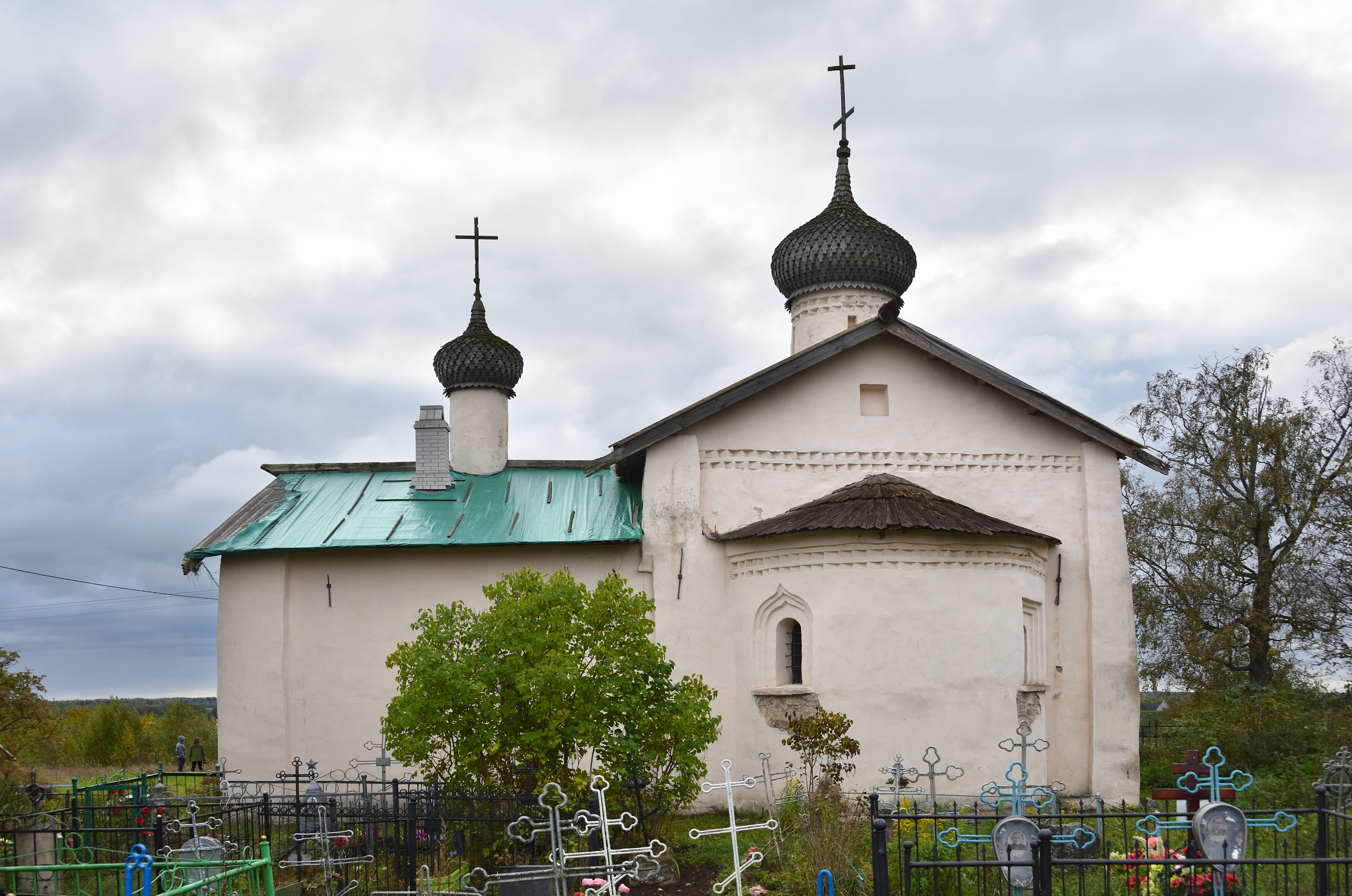